# Deutsch-Niederländische Grenzfrage

Deutsch-Niederländische Grenzfrage

Die Deutsch-Niederländische Grenzfrage betrifft das Gebiet des Ems-Ästuars an der Staatsgrenze zwischen Deutschland und den Niederlanden am Übergang des Dollarts in die Nordsee. Während die Niederlande den Talweg als ihre Grenze betrachten, vertritt Deutschland den Standpunkt, die Staatsgrenze verlaufe am linken Ufer der Ems.

## Hintergrund und Vorgeschichte
Das umstrittene Küstengebiet liegt zwischen der Provinz Groningen und der historischen Region Ostfriesland, dem Nordwestteil von Niedersachsen.
Eine geschlossene Territorialherrschaft bildete sich in Ostfriesland am 1. Oktober 1464, als Ulrich Cirksena im Kloster Faldern von Kaiser Friedrich III. in den Reichsgrafenstand erhoben und mit Ostfriesland als Reichsgrafschaft belehnt wurde. Im Lehnsbrief heißt es wörtlich, die Reichsgrafschaft umfasse

“wonung, wesen und sloss Norden, Emeden, Emesgonien, mit den slossen Gretzil, Berum, Aurike, Lerort und Stickhusen, die da geen und stossen von der Westeremse osterwards biss an die Weser, von der see zutwert biss an die teutschen palen.”

„Wohnung, Anwesen und Schloss in Norden, Emden, Emsgau, mit den Schlössern Greetsiel, Berum, Aurich, Leerort und Stickhausen, die da reichen von der Westerems ostwärts bis an die Weser, von der See bis an die deutsche Grenze.“

Obgleich die Cirksena den hier verbrieften Herrschaftsanspruch nie gänzlich durchsetzen konnten – so gehört das Harlingerland erst seit 1600 zu Ostfriesland, und das Butjadinger- sowie das Jeverland gingen 1529 und 1575 endgültig verloren und fielen an Oldenburg –, beruft sich Deutschland auf diese Urkunde und macht geltend, dass die Grafen und Fürsten von Ostfriesland und ihre Rechtsnachfolger die Hoheit über die ganze Ems ununterbrochen ausgeübt hätten. Völkerrechtlich relevant wurde die Frage erstmals nach dem Dreißigjährigen Krieg, als die Niederlande im Frieden von Münster als Teil des Westfälischen Friedens am 30. Januar 1648 formell aus dem Verband des Heiligen Römischen Reiches ausschieden. In diesem Vertragswerk wird ausdrücklich der territoriale Status quo festgehalten. Das Fürstentum Ostfriesland kam durch innere Machtkämpfe unter den Einfluss der Niederlande und lehnte sich politisch, kulturell und wirtschaftlich eng an diese an. Die Niederlande stationierten an zentralen Orten Truppen, darunter in der Festung Leerort bei Leer und in Emden. Die Grenzfrage hatte somit keinerlei praktische Bedeutung.
Nach dem Aussterben des ostfriesischen Grafen- und Fürstenhauses ergriff 1744 der preußische König Friedrich der Große unverzüglich und ungehindert Besitz von dem Fürstentum und ließ es umgehend von Emden aus besetzen. Die niederländischen Garnisonen wurden kurz darauf abgezogen. Die Grenzziehung im Bereich der Außenems blieb offen. 
Während der Napoleonischen Eroberungsfeldzüge wurde Ostfriesland 1806 nach der Schlacht bei Jena und Auerstedt in das Königreich Holland eingegliedert. Diese Annexion wurde 1807 von Preußen im Frieden von Tilsit anerkannt. Am 9. Juli 1810 kam es als Département Ems-Oriental (Ostems, niederländisch: Oostereems, früher auch Ooster-Eems) unmittelbar zum französischen Kaiserreich. Das westliche Ostfriesland (Rheiderland) wurde aufgrund alter niederländischer Ansprüche aus Ostfriesland ausgegliedert und dem niederländischen Département Ems-Occidental mit der Hauptstadt Groningen zugeschlagen; das Département Ostems erhielt dafür die Herrschaften Jever und Kniphausen mit Varel. 
Nach dem Zusammenbruch der Napoleonischen Herrschaft zogen in den Jahren 1813 bis 1815 erneut die Preußen ein, und die alten Landesgrenzen wurden wiederhergestellt, ohne dass jedoch der Verlauf im Küstenbereich geregelt wurde. Im Wiener Kongress wurde die territoriale Ordnung Europas neu festgelegt. Preußen musste Ostfriesland an das Königreich Hannover abtreten. Dort heißt es:

„Der König von Preußen tritt an den König von Großbritannien und Hannover das Fürstentum Ostfriesland ab unter den Bedingungen, die im Artikel 5 über die Emsschifffahrt und den Handel im Emder Hafen gegenseitig festgelegt sind. Die Stände des Fürstentums werden ihre Rechte und Privilegien behalten.“

Zwischen dem Königreich Hannover und dem der Niederlande wurde wenige Jahre später am 2. Juli 1824 in Meppen das Traktat von Meppen geschlossen, der seitdem die Grundlage für den Grenzverlauf auf dem Festland und im südlichen Dollart bildet. Über den weiteren Verlauf der Grenze im Dollart, in der Emsmündung und im Küstenmeer hingegen wurden in dem Vertrag keine Vereinbarungen getroffen. Daran änderte sich nichts, als Ostfriesland nach dem Deutschen Krieg durch die Annexion des Königreichs Hannover 1866 wieder zu Preußen kam und mit ihm 1871 Teil des Deutschen Reichs wurde.
Nach dem Zweiten Weltkrieg gab es ab 1945 Überlegungen in den Niederlanden, große Gebietsteile entlang der deutsch-niederländischen Grenze zu annektieren. In Ostfriesland umfasste dies die „Emsmündung vom Ausgang des Dollarts bis zur offenen See beiderseits Borkums, die Insel Borkum, den Küstenstreifen auf dem deutschen Ufer von der Knock bis Pilsum, den bisher deutschen Teil des Dollarts und das Rheiderland“. Mit diesem Vorhaben scheiterten die Niederlande jedoch vor der Alliierten Hohen Kommission. Im Pariser Sechs-Mächte-Abkommen vom 22. März 1949 war den Niederlanden die Verwaltung der Gebiete von Selfkant (mit mehreren Ortschaften) und Elten sowie von weiteren kleineren Gebietsstreifen entlang der deutsch-niederländischen Grenze nach dem Stand vom 31. Dezember 1937 bis zum Abschluss eines Friedensvertrages übertragen worden. Die Bundesregierung hatte sich seit 1950 um die Rückgabe dieser Gebiete und der Traktatländereien bemüht. Bei letzteren handelte es sich um größtenteils ererbten Grundbesitz von deutschen Bauern auf niederländischer Seite, somit landwirtschaftlich genutzte Flächen zu beiden Seiten der deutsch-niederländischen Grenze, deren Nutzung durch die Verträge der Niederlande mit Preußen von 1816 (Vertrag von Kleve) und mit Hannover von 1824 (Traktat von Meppen) geregelt worden war. Die auf niederländischem Gebiet gelegenen Ländereien deutscher Eigentümer waren nach dem Kriegsende wie das übrige deutsche Vermögen als Feindvermögen auf den niederländischen Staat übertragen und zum Teil wieder verkauft worden, während die niederländischen Bauern ihre Traktatrechte auf ihren im deutschen Grenzgebiet liegenden Ländereien weiterhin ausübten. Am 5. April 1957 begannen in Bonn die deutsch-niederländischen Ausgleichsverhandlungen über Grenzfragen, Kriegsfolgen (beispielsweise Reparationen) und andere Probleme. Sie mündeten in den am 8. April 1960 geschlossenen Vertrag zwischen der Bundesrepublik Deutschland und dem Königreich der Niederlande zur Regelung von Grenzfragen und anderen zwischen beiden Ländern bestehenden Problemen (Ausgleichsvertrag). In einem Teil dieses Vertragswerks, dem Vertrag zwischen der Bundesrepublik Deutschland und dem Königreich der Niederlande über die Regelung der Zusammenarbeit in der Emsmündung, behielten sich beide Staaten ihre Rechtsstandpunkte über den Verlauf der Staatsgrenze ausdrücklich vor. Im Artikel 46 Absatz 1 heißt es:

„Die Bestimmungen dieses Vertrags berühren nicht die Frage des Verlaufs der Staatsgrenze in der Emsmündung. Jede Vertragspartei behält sich insoweit ihren Rechtsstandpunkt vor.“

Zur Regelung strittiger Fragen wurde die Emskommission gebildet. Sie besteht aus jeweils drei Emskommissaren und weiteren Sachverständigen aus den deutschen und niederländischen Verkehrsministerien und Wasserbaubehörden. In der Folge wurde dieser Vertrag mehrfach ergänzt. Am 14. Mai 1962 wurde von beiden Seiten ein Zusatzabkommen geschlossen, das das Aufspüren und die Gewinnung von Bodenschätzen im Vertragsgebiet regelt. Es folgten ein Vertrag über die gemeinsame Information und Beratung der Schifffahrt in der Emsmündung durch Landradar- und Revierfunkanlagen (9. Dezember 1980), der Kooperationsvertrag Ems-Dollart (10. September 1984) und ein Ems-Dollart-Umweltprotokoll vom 22. August 1996, das den Vertragstext von 1960 direkt ergänzt. Zur Regelung der Schifffahrt im umstrittenen Gebiet wurde am 22. Dezember 1986 die Schifffahrtsordnung Emsmündung getroffen, die am 1. Oktober 1989 in Kraft trat.

## Aktueller Stand

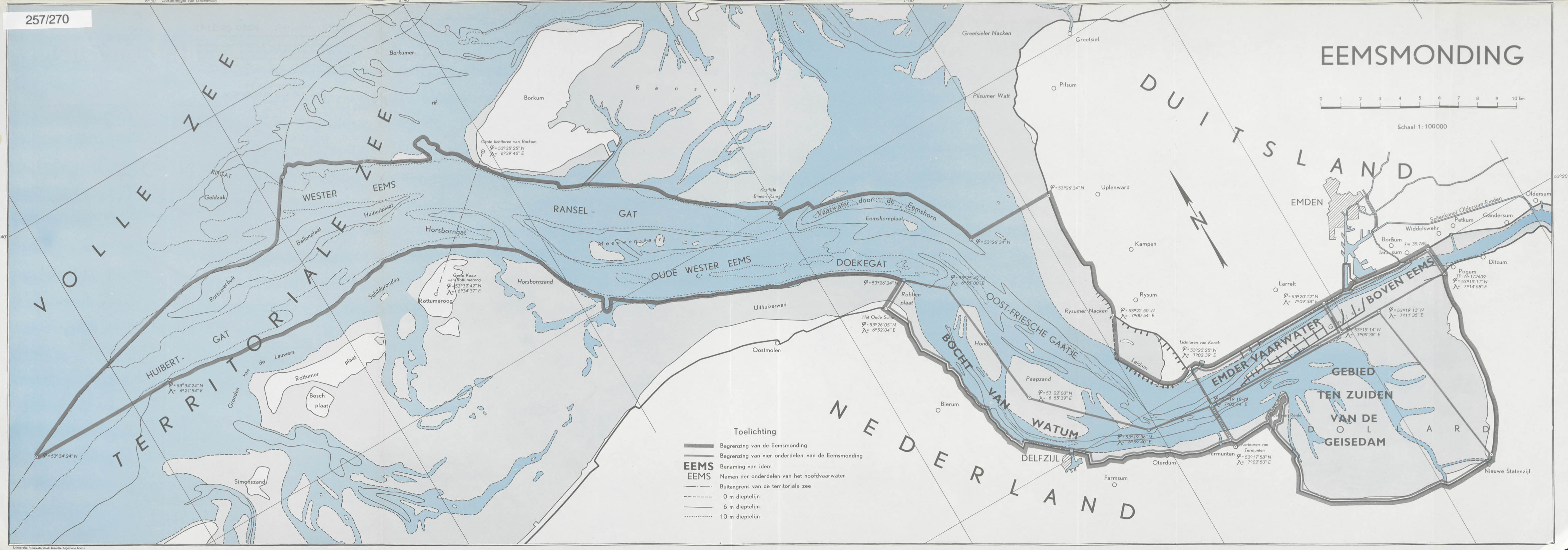
Vertragsgebiet des „Ems-Dollart-Vertrags“ vom 8. April 1960

Nach wie vor ist für das Gebiet der Emsmündung unterhalb von Emden die Staatsgrenze nicht völkerrechtlich festgelegt. Mehrere Verträge regeln die jeweiligen Kompetenzen. Als wichtigster gilt der Vertrag zwischen der Bundesrepublik Deutschland und dem Königreich der Niederlande über die Regelung der Zusammenarbeit in der Emsmündung („Ems-Dollart-Vertrag“) vom 8. April 1960, in dem beide Staaten vereinbarten, im Bereich der Emsmündung im „Geiste guter Nachbarschaft“ zusammenzuarbeiten, um die seewärtige Verbindung ihrer Häfen (Eemshaven, Delfzijl, Emden, Leer und Papenburg) zu gewährleisten.
Akut wurde die Frage erneut 2011, als es um die Genehmigung des neuen Offshore-Windparks Riffgat vor der Insel Borkum ging. Von deutschen Behörden genehmigt für deutsches Gewässergebiet, aber vielleicht in den umstrittenen Gewässerzonen gelegen, wurden Gespräche mit den Niederlanden wieder aktuell.
Im August 2013 wurde der Beginn neuer Vertragsverhandlungen ab Herbst 2013 bekanntgegeben. Am 4. September 2014 wurde der völkerrechtliche Vertrag paraphiert und am 24. Oktober 2014 von den Außenministern Frank-Walter Steinmeier und Bert Koenders unterzeichnet. Der Staatsvertrag enthält Regelungen für die wirtschaftliche Nutzung und Verwaltung des Küstenmeeres zwischen der Drei- und der Zwölf-Seemeilen-Grenze. Die Frage des Grenzverlaufs bleibt weiter offen. Der neue Vertrag legt eine Zuständigkeitslinie fest. Dort „sollen die Deutschen auf der einen, die Niederländer auf der anderen Seite der Linie das Sagen haben.“ Die Zuständigkeit umfasst bauliche Aktivitäten, den Abbau von Rohstoffen, die Bewirtschaftung der Fahrrinne sowie die Seeverkehrsleitung. Der Vertrag trat am 10. Juni 2016 in Kraft.
Das Auswärtige Amt unter der Leitung der Bundesministerin Annalena Baerbock (Bündnis 90/Die Grünen) gab im August 2024 an, dass sie an der aktuellen Rechtslage und den vertraglichen Regelungen festhalten möchten und sich nicht weiter mit „Fragen der Grenzziehung“ aufhalten möchten.

## Bedeutung des Konflikts
Trotz des Streits um den Verlauf der deutsch-niederländischen Grenze in den Grenzgewässern ist landeinwärts dieses Gebietes ein pragmatischer Umgang mit der gemeinsamen Grenze möglich. So wurde beispielsweise südlich der niederländischen A7 zwischen Bad Nieuweschans und Bunde die Tankstellen- und Raststättenanlage Bunderneuland auf deutschem Territorium errichtet. Die regelmäßige Benutzung der niederländischen A7 durch deutsche Polizei bereitet in der Praxis keine Probleme.

## Ähnliche territoriale Unklarheiten
- siehe Liste von Territorialstreitigkeiten